# Árabe levantino
El árabe levantino, a veces llamado árabe oriental, es un grupo de dialectos del idioma árabe que se habla en el Levante mediterráneo y que incluye la parte occidental de Siria, Líbano, Palestina, la población de habla árabe del centro y norte de Israel (algunos incluyen también el dialecto sāwi de los beduinos del Néguev en el sur del país) y la zona occidental de Jordania (que incluye a todas sus principales ciudades; hacia el este, en el desierto, se hablan dialectos beduinos del norte).

## Ramas (clasificación interna)
El árabe levantino puede ser dividido en dos ramas mayores:
- Levantino del norte (Siria, Líbano y Chipre)
  - Árabe libanés
  - Árabe sirio

- Levantino del sur (Territorios Palestinos, Israel y Jordania)
  - Árabe palestino

El árabe levantino del sur muestra una relación cercana con el árabe egipcio, mientras que el árabe levantino del norte muestra más relación con el árabe Néyed. El levantino norteño puede ser dividido en las siguientes ramas:
- árabe sirio del norte (Alepo)
- sirio occidental (costero) (de Latakia a Trípoli)
- sirio central (de Hama a Damasco)

- árabe de Damasco

- árabe sirio sureño (As-Suwayda y Altos del Golán)
- árabe libanés (Monte Líbano y Beirut)
- árabe chipriota maronita (Chipre)

### Diferencias internas
La mayor diferencia entre estas ramas es la vocal A larga la cual es predominantemente /e:/ en el sirio norteño, /o:/ en el sirio occidental y /a:/ en el sirio central, el sirio sureño de (As-Suwayda y Altos del Golán) se caracteriza por ser una mezcla entre varios dialectos como el sirio central con el libanés y un poco del palestino siendo así pronunciada la letra /ق:/qaf/ y utilizando muchas palabras coloquiales provenientes del dialecto libanés y damasceno.  Existe un claro contraste entre el habla rural y el habla urbana en el árabe levantino del norte.  Los dialectos rurales preservan las vocales y diptongos del árabe clásico; mientras que en los dialectos urbanos se utilizan las vocales similarmente a como se utilizan las mismas en las variedades modernas del idioma árabe.  Por otro lado, el árabe levantino del sur se puede dividir como sigue:
- palestino urbano (sur de Líbano, Haifa, Nablus, Yaffa, Nazaret, Al Jalil, Jerusalén, etc.)
- palestino rural (Belén y oeste de Jordania)
- dialectos beduinos de Israel

Los subdialectos del árabe levantino del sur difieren en varios aspectos. La vocal larga /a:/ se pronuncia /e:/ en el libanés, además, tanto en el libanés como en el habla urbana palestina se preservan las vocales cortas clásicas. En el libanés se preservan los diptongos /aj/ y /aw/ del árabe clásico. La terminación femenina -ah, se pronuncia -eh/-ih en el libanés y el palestino urbano. Por otro lado, estos subdialectos difieren en los sufijos de pronombre -at, -kum y -kunna, y en la formación de los pronombres independientes huwa (él), hiya (ella), hum (ellos) y hunna (ellas).
Algunas diferencias entre el levantino del norte y levantino del sur son:
- El uso de ش /ʃ/ para la negación en el levantino del sur
- La vocal que sigue al segundo radical en formas verbales, a menudo a en el levantino del sur

## Tabla comparativa
La siguiente tabla muestra cómo se distribuyen las variantes:
| Dialecto               | Dialecto      | /aː/                              | /aj/ | /aw/ | /k/  | /q/      | /dʒ/ | /θ/ | /ð/ | /ðˁ/ | -ah    | -kum       | -kunna     | hum              | hunna            | Not                 | We can         |
| ---------------------- | ------------- | --------------------------------- | ---- | ---- | ---- | -------- | ---- | --- | --- | ---- | ------ | ---------- | ---------- | ---------------- | ---------------- | ------------------- | -------------- |
| Árabe sirio del norte  | urbano        | [eː, æː, oː]                      | /eː/ | /oː/ | /k/  | /ʔ/      | /dʒ/ | /t/ | /d/ | /dˁ/ | -e     | -kon       | -kon       | hennen           | hennen           | mæː                 | nəʔder         |
| Árabe sirio del norte  | rural         | [eː, oː]                          | /aj/ | /aw/ | /k/  | /ʔ/, /q/ | /dʒ/ | /t/ | /d/ | /dˁ/ | -i     | -kun       | -kun       | hinni(n)         | hinni(n)         | mæː                 | niʔdir         |
| Árabe sirio occidental | urbano        | [oː, aː, eː]                      | /eː/ | /oː/ | /k/  | /ʔ/      | /ʒ/  | /t/ | /d/ | /dˁ/ | -e     | -kon       | -kon       | henne(n)         | henne(n)         | moː, muː            | nəʔdor         |
| Árabe sirio occidental | rural         | [oː, eː]                          | /aj/ | /aw/ | /k/  | /q/      | /ʒ/  | /t/ | /d/ | /dˁ/ | -i     | -kun       | -kun       | hinni(n)         | hinni(n)         | moː, muː            | niʔdur         |
| Árabe sirio central    | urbano        | /aː/                              | /eː/ | /oː/ | /k/  | /ʔ/      | /ʒ/  | /t/ | /d/ | /dˁ/ | -e     | -kon       | -kon       | henne(n)         | henne(n)         | muː                 | nəʔder         |
| Árabe sirio central    | rural         | [aː], [eː] en interior de palabra | /aj/ | /aw/ | /k/  | /ʔ/, /q/ | /ʒ/  | /t/ | /d/ | /dˁ/ | -i     | -kun       | -kun       | hinni(n), hinnon | hinni(n), hinnon | muː                 | niʔdir         |
| Árabe libanés          | Árabe libanés | [eː, aː]                          | /aj/ | /aw/ | /k/  | /ʔ/, /q/ | /ʒ/, | /t/ | /d/ | /dˁ/ | -i     | -kun       | -kun       | hinni            | hinni            | miʃ, muʃ, -ʃ suffix | neʔdar, neʔdir |
| Árabe palestino        | urbano        | /æː/                              | /eː/ | /oː/ | /k/  | /k/      | /ʝ/  | /t/ | /d/ | /dˁ/ | -e, -i | -kom, -kum | -kom, -kum | homme, hommi     | homme, hommi     | miʃ, muʃ, -ʃ suffix | niʔdar         |
| Árabe palestino        | rural         | /aː/                              | /eː/ | /oː/ | /tʃ/ | /k/      | /ʝ/  | /t/ | /ð/ | /ðˁ/ | -e, -a | -kem       | -ken       | hemme            | henne            | miʃ, muʃ, -ʃ suffix | nikˁdar        |
| Árabe palestino        | beduino       | /aː/                              | /eː/ | /oː/ | /tʃ/ | /ɡ/      | /ʝ/  | /θ/ | /ð/ | /ðˁ/ | -a     | -kom       | -ken       | homme            | henne            | miʃ, muʃ, -ʃ suffix | nigdar         |

## Tabla de uso común árabe levantino
| Sola | Inicial             | Media               | Final               | Alfabeto de chat árabe | Valor fonético (AFI)      |
| ---- | ------------------- | ------------------- | ------------------- | ---------------------- | ------------------------- |
| ﺀ    | أ ؤ إ ئ ٵ ٶ ٸ, etc. | أ ؤ إ ئ ٵ ٶ ٸ, etc. | أ ؤ إ ئ ٵ ٶ ٸ, etc. | 2                      | [ˁ]                       |
| ﺍ    | —                   | —                   | ﺎ                   | a                      | diversos, incluyendo [aː] |
| ﺏ    | ﺑ                   | ﺒ                   | ﺐ                   | b                      | [b]                       |
| ﺕ    | ﺗ                   | ﺘ                   | ﺖ                   | t                      | [t]                       |
| ﺙ    | ﺛ                   | ﺜ                   | ﺚ                   | t / th / ^             | [t], [θ]                  |
| ﺝ    | ﺟ                   | ﺠ                   | ﺞ                   | y                      | [ʒ], [ʝ]                  |
| ﺡ    | ﺣ                   | ﺤ                   | ﺢ                   | 7                      | [ħ]                       |
| ﺥ    | ﺧ                   | ﺨ                   | ﺦ                   | j / 5                  | [x]                       |
| ﺩ    | —                   | —                   | ﺪ                   | d                      | [d]                       |
| ﺫ    | —                   | —                   | ﺬ                   | dh / d                 | [ð], [d]                  |
| ﺭ    | —                   | —                   | ﺮ                   | r                      | [r]                       |
| ﺯ    | —                   | —                   | ﺰ                   | z                      | [z]                       |
| ﺱ    | ﺳ                   | ﺴ                   | ﺲ                   | s                      | [s]                       |
| ﺵ    | ﺷ                   | ﺸ                   | ﺶ                   | sh                     | [ʃ]                       |
| ﺹ    | ﺻ                   | ﺼ                   | ﺺ                   | S / 9                  | [sˁ]                      |
| ﺽ    | ﺿ                   | ﻀ                   | ﺾ                   | D / 9'                 | [dˁ]                      |
| ﻁ    | ﻃ                   | ﻄ                   | ﻂ                   | T / 6                  | [tˁ]                      |
| ﻅ    | ﻇ                   | ﻈ                   | ﻆ                   | 6' / D                 | [ðˁ] / [zˁ]               |
| ﻉ    | ﻋ                   | ﻌ                   | ﻊ                   | 3                      | [ʕ] / [ʔˁ]                |
| ﻍ    | ﻏ                   | ﻐ                   | ﻎ                   | g / gh / 3'            | [ɣ] / [ʁ]                 |
| ﻑ    | ﻓ                   | ﻔ                   | ﻒ                   | f                      | [f]                       |
| ﻕ    | ﻗ                   | ﻘ                   | ﻖ                   | q / 2 / k              | [q], [ˁ], [k]             |
| ﻙ    | ﻛ                   | ﻜ                   | ﻚ                   | k                      | [k]                       |
| ﻝ    | ﻟ                   | ﻠ                   | ﻞ                   | l                      | [l], [lˁ] (sólo en Alá )  |
| ﻡ    | ﻣ                   | ﻤ                   | ﻢ                   | m                      | [m]                       |
| ﻥ    | ﻧ                   | ﻨ                   | ﻦ                   | n                      | [n]                       |
| ﻩ    | ﻫ                   | ﻬ                   | ﻪ                   | h                      | [h]                       |
| ﻭ    | —                   | —                   | ﻮ                   | w / u                  | [w], [uː]                 |
| ﻱ    | ﻳ                   | ﻴ                   | ﻲ                   | i / ee                 | [j], [iː]                 |